# Muștar
Muștarul este un condiment obținut din semințele plantelor de muștar (muștar alb: Sinapis alba, muștar brun: Brassica juncea sau muștar negru: Brassica nigra).

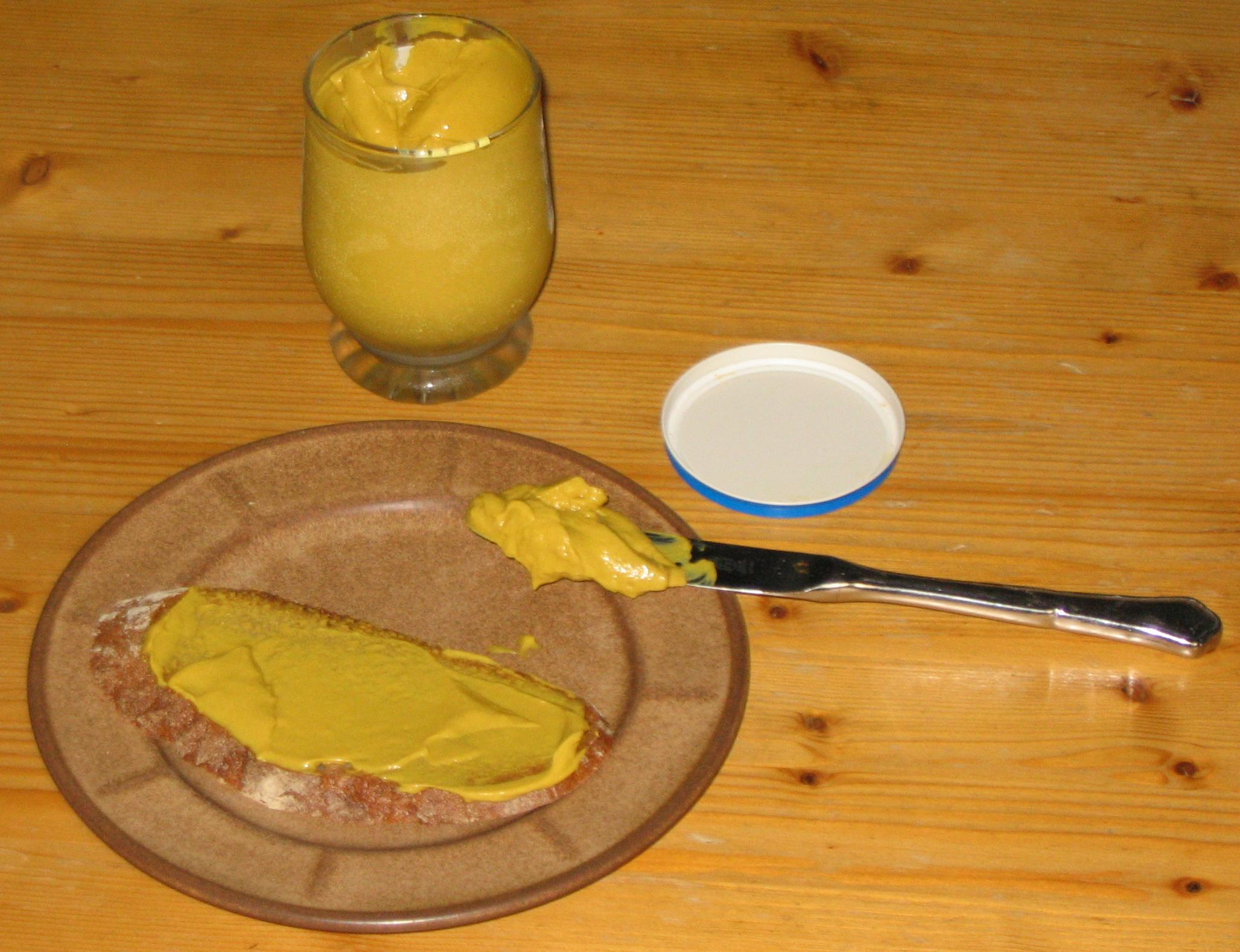
Muștar cu pâine.

Semințele de muștar întregi, măcinate, crăpate sau zdrobite sunt amestecate cu apă, oțet, suc de lămâie, vin sau alte lichide, sare și, adesea, alte arome și condimente, pentru a crea o pastă sau un sos cu o culoare ce merge de la galben strălucitor la un maro închis. Gustul muștarului variază de la dulce la condimentat.
În mod obișnuit combinat cu carne și brânzeturi, muștarul este, de asemenea, adăugat la tartine, hamburgeri, corn dog și hot dog. Deopotrivă, este utilizat și ca sos pentru saladă, dar și pentru glazuri, supe și marinate. Ca cremă sau ca semințe individuale, muștarul este folosit ca condiment în bucătăria indiană și bengaleză, în cea mediteraneană, cea din nordul și sud-estul Europei, Asia, America și Africa, făcându-l unul dintre cele mai populare tipuri de sos și condimente din întreaga lume. Cuvântul provine din franceza veche mostarde (în franceza modernă: moutarde), care are origine din latinescul mustum (must). Mostarde a pătruns în limba română prin intermediul cuvântului maghiar mustár.

## Istoric
Săpăturile arheologice din Valea Indusului au dezvăluit că muștarul a fost cultivat acolo deja din jurul anului 1800 î.Hr.

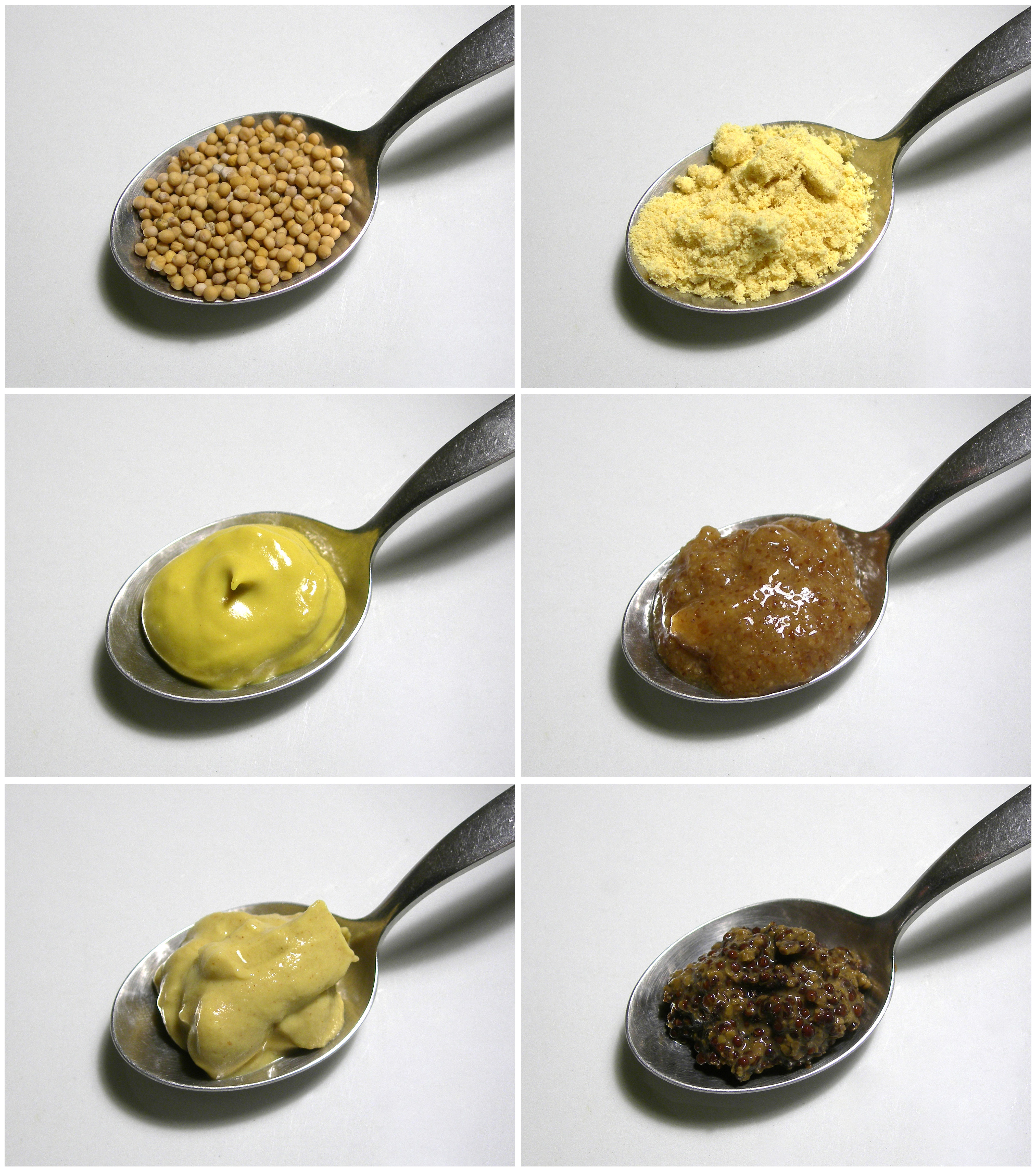
Șase tipuri diferite de muștar: boabele de muștar (stânga-sus), prefăcute în praf (dreapta-sus), din care, apoi, se fac diferite creme de muștar: muștar englezesc, la care s-a adăugat zerdiceaful, pentru culoare (centru-stânga), muștar dulce bavarez (centru-dreapta), muștar de Dijon (stânga-jos) și muștar franțuzesc brut, făcut, în general, din semințe de muștar negre (dreapta-jos).

Romanii antici au fost probabil primii care au experimentat prepararea muștarului ca condiment. Au amestecat suc de struguri nefermentat (mustul) cu semințe de muștar măcinate (denumite: sinapis), pentru a face un „must picant” (mustum ardens, literalmente: „must arzător”). O rețetă pentru muștar apare în De re coquinaria, cartea de bucătărie romană scrisă de un autor anonim la sfârșitul secolului al IV-lea sau începutul secolului al V-lea d.Hr.
Romanii antici au exportat probabil sămânță de muștar în Galia și, până în secolul al X-lea, călugării creștini din Saint-Germain-des-Prés (astăzi, un cartier din Paris) au absorbit cunoștințele despre fabricarea muștarului roman și au început producția lor. Prima apariție a producătorilor de muștar pe registrele regale din Paris datează din 1292. Orașul Dijon a devenit un centru recunoscut pentru fabricarea muștarului din secolul al XIII-lea. Popularitatea muștarului la Dijon este evidențiată de niște relatări scrise ale oaspeților care au consumat 320 litri de cremă de muștar într-o singură ședință, la o gală susținută de ducele Burgundiei în 1336. În 1877, unul dintre cei mai renumiți producători de muștar din Dijon, Gray-Poupon, a fost înființat ca parteneriat între Maurice Gray, un producător de muștar ce folosea o rețetă unică care conținea vin alb, și Auguste Poupon, susținătorul său financiar. Succesul lor a fost ajutat de introducerea primei mașini automate de fabricare a muștarului. În 1937, a fost acordat muștarului de la Dijon certificatul de Appellation d'origine contrôlée ("numire de origine controlată"). Datorită tradiției sale îndelungate de fabricare al acestui condiment, Dijon este considerată capitala lumii a muștarului.